# Коляска Іван Васильович
Іван Васильович Коляска (англ. John Kolasky; *5 жовтня 1915, Кобалт, Онтаріо — †20 жовтня 1997, Київ) — україноканадський письменник, публіцист, перекладач. Діяч Компартії Канади, згодом дисидент. Член Об'єднання українських письменників «Слово».

## Біографічні відомості
Іван Коляска народився в шахтарському містечку Кобалт у Північному Онтаріо в батьків родом із Буковини. У 1916 році його батько-мати закупили ферму: займалися влітку сільським господарством, а взимку працювали на шахті. Коли його батько, скалічівшись у шахті, помер, Іван блукав по Канаді в пошуках праці; будучи безробітним за Великої депресії в Канаді, захопився комуністичними ідеями та вступив у Компартію Канади.
У 1944 Іван Коляска переїхав до Саскатуну та отримав від Саскачеванського університету вчене звання спеціаліста гуманітарних наук з історії (B.A. (Hon.), 1948). Згодом завершив ці студії магістратурою у Торонтському університеті (М. А., 1950), — і, бажаючи працювати учителем, отримав від педфакультету Манітобського університету ступінь B. Paed. Учителював у середніх школах (1963–1965) Манітоби.
Поки його не усунено із її лав за розкриття русифікаторської політики Росії в Україні — Іван Коляска був членом та активістом Комуністичної партії Канади (1932–1968). У роках 1963–1964, навчаючись у Вищій партійній школі в Україні при ЦК КПУ, розчарувався очевидними в Україні брехнею, страхом, бідністю, безгосподарністю і відсталістю — та особливо тотальною русифікацією України — і почав збирати інформацію й документи з цієї тематики та відсилати її в Канаду, на основі чого згодом видав ряд книжок.
Перебуваючи в Україні вдержував контакти й знайомство з українськими патріотами: Борисом Антоненком-Давидовичем, Іваном та Надією Світличними, Іваном Дзюбою, Тарасом та Зиновією Франками, Аллою Горською та іншими — за що його заарештовано в 1965 й видворено за межі СРСР.
у 1990 Іван Коляска започаткував із пожертв української громади в Канаді «Фундацію для розвитку науки в Україні» при Канадському інституті українських студій (після його смерті її перейменовано на «Меморіяльний фонд ім. Івана Коляски»). Стипендія передбачає стажування аспірантів або зрілих науковців з України, які бажають поглибити свої знання на Заході протягом 3-х до 9-ти місяців у канадському університеті в ділянках економіки, політичних наук, історії, права та суспільствознавства.
Останні роки життя Іван Коляска провів в Україні, подаючи допомогу новоствореній Українській республіканській партії, точніше: на комп'ютерну техніку для партійних регіональних центрів. Проживав у лідера УРП Левка Лук'яненка до своєї смерті.
Помер у Києві, похований 22 жовтня 1997 у с. Хотів, Святошинський район.

## Творчість
- Two Years in Soviet Ukraine — 1972;
- Education in Soviet Ukraine — 1968;
- «Освіта в Радянській Україні» — 1970;
- «Два роки в Радянській Україні» — 1970;
- «Поглянь, товаришу, — люди сміються» — 1972 (австралійський варіант: — «Сміх крізь сльози» — 1985);
- «Розвіяні ілюзії. Історія українських прокомуністичних організацій Канади» — 1979; (англ. The Shattered Illusion. The History of Ukrainian Pro-Communist Organizations in Canada);
- «Репортаж із заповідника ім. Берія» — 1974; (англ. The protest writings of Valentyn Moroz);
- «Україна й поневолені нації. Їхня боротьба за національну свободу» — 1988; (вибрані статті і промови колишнього прем'єр-міністра України Ярослава Стецька);
- «Пророки і пролетарі. Документи про історію піднесення і занепаду комунізму в українців Канади» — 1990;
- «Нацистсько-совітський пакт про ненапад 23.09.1939 року» — 1990.

## Інтернет ресурси
- John Kolasky [Архівовано 3 лютого 2013 у Wayback Machine.](англ.)
- OBITUARY: John Kolasky, former Communist and writer(англ.)
- Коляска Іван Васильович [Архівовано 2 червня 2011 у Wayback Machine.]
- Меморіяльний фонд ім. Івана Коляски